# Kara Solmundson
Kara Solmundson (* 20. Juli 1974 in Winnipeg) ist eine ehemalige kanadische Badmintonspielerin.

## Karriere
Kara Solmundson nahm 2000 im Dameneinzel und im Mixed an Olympia teil. In Mixed wurde sie dabei 9. und im Einzel 33. 1999 wurde sie zweifache CAREBACO-Meisterin. Bei den Panamerikaspielen des gleichen Jahres gewann sie Bronze im Dameneinzel. Nach dem Ende ihrer Sportkarriere arbeitet sie als Sportmedizinerin.

## Sportliche Erfolge
| Saison | Veranstaltung                 | Disziplin   | Platz | Name                             |
| ------ | ----------------------------- | ----------- | ----- | -------------------------------- |
| 1998   | Peru International            | Damendoppel | 1     | Charmaine Reid / Kara Solmundson |
| 1999   | Peru International            | Mixed       | 1     | Mike Beres / Kara Solmundson     |
| 1999   | Mexico International          | Mixed       | 1     | Mike Beres / Kara Solmundson     |
| 1999   | Carebaco-Meisterschaft        | Mixed       | 1     | Mike Beres / Kara Solmundson     |
| 1999   | Carebaco-Meisterschaft        | Dameneinzel | 1     | Kara Solmundson                  |
| 1999   | Peru International            | Dameneinzel | 1     | Kara Solmundson                  |
| 1999   | Argentina International       | Dameneinzel | 1     | Kara Solmundson                  |
| 2000   | Peru International            | Mixed       | 1     | Mike Beres / Kara Solmundson     |
| 2000   | Croatian International        | Mixed       | 1     | Michael Beres / Kara Solmundson  |
| 2000   | Olympia                       | Mixed       | 9     | Mike Beres / Kara Solmundson     |
| 2000   | Olympia                       | Dameneinzel | 33    | Kara Solmundson                  |
| 2001   | Irish Open                    | Dameneinzel | 1     | Kara Solmundson                  |
| 2001   | Boston Open                   | Mixed       | 1     | Mike Beres / Kara Solmundson     |
| 2001   | Boston Open                   | Dameneinzel | 1     | Kara Solmundson                  |
| 2002   | Polish International          | Mixed       | 1     | Mike Beres / Kara Solmundson     |
| 2002   | Kanada: Einzelmeisterschaften | Dameneinzel | 1     | Kara Solmundson                  |